# Quiet Kenny
Quiet Kenny — студійний альбом американського джазового трубача Кенні Доргема, випущений у 1960 році лейблом New Jazz, дочірньому Prestige Records.

## Опис
Трубач Кенні Доргем записав альбом в складі квартету, до якого увійшли піаніст Томмі Фленаган, контрабасист Пол Чемберс і ударник Арт Тейлор. Запис відбувся 13 листопада 1959 року на студії Van Gelder Studio в Енглвуд-Кліффс, Нью-Джерсі. Альбом був випущений на початку 1960 року на дочірньому лейблі Prestige Records, New Jazz.
Альбом включає три власні композиції Доргема «Lotus Blossom», «Blue Friday» та «Blue Spring Shuffle».

## Список композицій
1. «Lotus Blossom» (Кенні Доргем) — 4:38
2. «My Ideal» (Лео Робін) — 5:04
3. «Blue Friday» (Кенні Доргем) — 8:43
4. «Alone Together» (Артур Шварц) — 3:11
5. «Blue Spring Shuffle» (Кенні Доргем) — 7:35
6. «I Had the Craziest Dream» (Гаррі Воррен, Мек Гордон) — 4:37
7. «Old Folks» (Дедетт Лі Гілл, Віллард Робісон) — 5:12

## Учасники запису
- Кенні Доргем — труба
- Томмі Фленаган — фортепіано
- Пол Чемберс — контрабас
- Арт Тейлор — ударні

Технічний персонал
- Есмонд Едвардс — продюсер
- Руді Ван Гелдер — інженер
- Джек Магер — текст